# Gordon Liu
Gordon Liu Chia-hui, auch bekannt als Liu Chia-hui (chinesisch 劉家輝 / 刘家辉, Pinyin Liú Jiāhuī, Jyutping Lau4 Gaa1fai1, kantonesisch Lau Kar-fai; * 22. August 1955 als Xian Jinxi – 冼錦熙 / 冼锦熙,  Xiǎn Jǐnxī, Jyutping Sin2 Gam2hei1 – in Guangdong, Volksrepublik China) ist ein chinesischer Martial-Arts-Schauspieler, Regisseur und Produzent. Er ist der adoptierte Bruder des Regisseurs und Schauspielers Lau Kar-leung (劉家良).
Er wurde berühmt durch seine Rolle des Shaolin-Mönchs San Te (三德 ‚Drei Tugend‘) in dem Film Die 36 Kammern der Shaolin. Aus diesem Film stammt auch sein Markenzeichen, der rasierte Kopf. Quentin Tarantino brachte ihn wieder vor ein breites internationales Publikum mit den Filmen Kill Bill – Volume 1 als Johnny Mo sowie Kill Bill – Volume 2 als Pai Mei.

## Leben
Gordon Lius Familie Xian (冼氏) stammte ursprünglich vom Gaoming in Foshan. Seine Eltern zogen kurz nach seiner Geburt nach Hongkong. Als Jugendlicher war er Schüler der lokalen römisch-katholischen Salesian English School (慈幼英文學校). Er schwänzte angeblich die Schule, um Hung-Gar-Kung-Fu zu trainieren. Seine Eltern wussten davon nichts. Er trainierte bei Lau Cham (劉湛), einem Schüler Lam Sai-wings (林世榮), der selber ein direkter Schüler von Wong Fei-hung war. Sein Lehrer, der selbst zwei Söhne hatte, adoptierte ihn später. Als Adoptivsohn nahm er den Namen Lau Kar-fei an.
Quentin Tarantino hoffte lange, dass er eine passende Rolle für ihn in einem seiner Filme finden würde. Diese fand er mit der Besetzung als Johnny Mo und Pai Mei in seinen Kill-Bill-Filmen. Danach wurde das Interesse an Liu wieder stärker, insbesondere für chinesische Fernsehproduktionen.
Im August 2011 erlitt Liu nach einem Konzertbesuch in Hongkong einen Schlaganfall. Er wurde halbseitig gelähmt und ist seitdem teilweise auf einen Rollstuhl angewiesen; er lebt seit diesem Zwischenfall in einem Pflegeheim in Hongkong.

## Filmografie (Auswahl)
- 1973: The Hero of Chiu Chow
- 1973: Breakout from Oppression
- 1974: 5 Shaolin Masters
- 1974: Shaolin Martial Arts
- 1975: 4 Assassins
- 1976: Challenge Of The Masters
- 1976: 7 Man Army
- 1976: Bloody Avengers
- 1977: He Has Nothing But Kung Fu
- 1977: Executioners from Shaolin
- 1978: Breakout from Oppression (gedreht 1973)
- 1978: Die 36 Kammern der Shaolin (Shào Lín sān shí liù fáng)
- 1978: Heroes of the East
- 1978: Deadly Mantis
- 1979: Fury in the Shaolin Temple
- 1979: Dirty Ho
- 1979: Spiritual Boxer II
- 1980: Clan of the White Lotus
- 1980: Die Rückkehr zu den 36 Kammern der Shaolin aka Master Killer II
- 1980: Fists and Guts
- 1981: Elders
- 1981: Shaolin and Wu Tang
- 1981: Martial Club
- 1982: Raiders of Buddhist Kung Fu
- 1982: The Shaolin Drunken Monk
- 1982: Legendary Weapons of China
- 1982: Treasure Hunters
- 1982: Young Vagabond
- 1982: Cat Vs Rat
- 1983: Lady Is The Boss
- 1983: Crazy Shaolin Disciples
- 1983: Tales of a Eunuch
- 1983: Eight Diagram Pole Fighter (Der Todesspeer des Shaolin)
- 1984: Shaolin Warrior
- 1985: Die Erben der 36 Kammern der Shaolin
- 1987: My Heart Is That Eternal Rose
- 1988: Legend of the Phoenix
- 1988: Born Hero 2
- 1989: A Fiery Family
- 1989: Code of Fortune
- 1989: Avenging Trio
- 1989: Ghost Ballroom
- 1989: Killer Angels
- 1990: Tiger on the Beat II
- 1990: A Bloody Fight
- 1991: China Heat
- 1992: Killing in the Dream
- 1993: Cheetah on Fire
- 1993: Flirting Scholar 2
- 1993: Flirting Scholar
- 1993: Deadly China Hero
- 1993: Legend of the Liquid Sword
- 1993: Bogus Cops
- 1994: Drunken Master III
- 1994: American Shaolin
- 1994: Funny Shaolin Kids
- 1995: Lethal Girls 2
- 1996: Journey to the West (Fernsehserie)
- 1998: Journey to the West II (Fernsehserie)
- 1999: Generation Pendragon
- 1999: The Island Tales
- 2001: A Step into the Past (Fernsehserie)
- 2002: Drunken Monkey
- 2003: Star Runner
- 2003: The King of Yesterday and Tomorrow (Fernsehserie)
- 2003: Kill Bill – Volume 1 (Kill Bill: Vol. 1)
- 2004: Kill Bill – Volume 2 (Kill Bill: Vol. 2)
- 2004: Shaolin Vs. Evil Dead
- 2005: Dragon Squad
- 2005: A Chinese Tall Story
- 2006: Mr. 3 Minutes
- 2007: Shaolin Vs. Dead: Ultimate Power
- 2008: Heroes of Shaolin
- 2009: Chandni Chowk To China
- 2012: The Man with the Iron Fists
- 2012: Blood Money

Quelle: Hong Kong Movie Database